# Hołuby (obwód grodzieński)
Hołuby (biał. Галубы; ros. Голубы) – wieś na Białorusi, w obwodzie grodzieńskim, w rejonie mostowskim, w sielsowiecie Kuryłowicze, nad starorzeczem Niemna i przy lasach Rezerwatu Krajobrazowego Puszcza Lipiczańska.
Znajduje się tu parafialna cerkiew prawosławna pw. Ikony Matki Bożej „Szybko Spełniająca Prośby”.

## Historia
W dwudziestoleciu międzywojennym leżały w Polsce, w województwie nowogródzkim, w powiecie lidzkim (do 1929), następnie w powiecie szczuczyńskim, w gminie Orla.